# نادي ليزيربيي
نادي ليزيربيي هو نادٍ فرنسي لكرة القدم مقره في ليس هيربييه، فونديه. تأسس في عام 1919. يلعبون على ملعب مسابييل، الذي يتسع لـ5000 شخص. ألوان النادي الأحمر والأسود.
من موسم 2015–16، لعب النادي في الدوري الفرنسي الدرجة الثالثة، وهو أعلى مستوى وصل إليه النادي على الإطلاق.

## وصلات خارجية
- باللغة الفرنسية الموقع الرسمي